# Sumber Sari/Margo Mulyo
Sumber Sari/Margo Mulyo is een bestuurslaag in het regentschap Banyuasin van de provincie Zuid-Sumatra, Indonesië. Sumber Sari/Margo Mulyo telt 1600 inwoners (volkstelling 2010).